# 1998-as magyar birkózóbajnokság
Az 1998-as magyar birkózóbajnokság a kilencvenegyedik magyar bajnokság volt. Ettől az évtől a 125 kg-os súlycsoport helyett 130 kg-os van. A kötöttfogású bajnokságot szeptember 19-én rendezték meg Kecskeméten, a szabadfogású bajnokságot pedig szeptember 26-án Miskolcon, a Városi Sportcsarnokban.

## Eredmények

### Férfi kötöttfogás
| Versenyszám | Arany                               | Arany | Ezüst                          | Ezüst | Bronz                          | Bronz |
| ----------- | ----------------------------------- | ----- | ------------------------------ | ----- | ------------------------------ | ----- |
| 54 kg       | Hamzók József Kalocsa SE            |       | Kiss Károly Szegedi BE         |       | Szarka Imre Szolnoki MÁV       |       |
| 58 kg       | Bóna László Vasas SC                |       | Nagy János Nagykőrösi BC       |       | Oláh Tibor BVSC-Ganz           |       |
| 63 kg       | Majoros István Szegedi BE           |       | Lengyel Roland Ferencvárosi TC |       | Nagy Balázs Vasas SC           |       |
| 69 kg       | Füredy Levente BVSC-Ganz            |       | Megyes Mátyás Szegedi BE       |       | Hirbik Csaba Újpesti TE        |       |
| 76 kg       | Berzicza Tamás Zalahús SE-Csepel SC |       | Szabó Péter Ferencvárosi TC    |       | Bárdosi Sándor BVSC-Ganz       |       |
| 85 kg       | Kismóni János Vasas SC              |       | Takács Ferenc BVSC-Ganz        |       | Simita Zsolt BVSC-Ganz         |       |
| 97 kg       | Tóth János Szegedi BE               |       | Kaló Béla Újpesti TE           |       | Virág Lajos Egri VSE-BVSC-Ganz |       |
| 130 kg      | Deák Bárdos Mihály Szegedi BE       |       | Branda Gyula BVSC-Ganz         |       | Ancsin László Vasas SC         |       |

### Férfi szabadfogás
| Versenyszám | Arany                    | Arany | Ezüst                      | Ezüst | Bronz                        | Bronz |
| ----------- | ------------------------ | ----- | -------------------------- | ----- | ---------------------------- | ----- |
| 54 kg       | Szatmári Zsolt BVSC-Ganz |       | Majer Roland Kecskeméti TE |       | Dobozi Zoltán Csepel SC      |       |
| 58 kg       | Szabó Gergő Vasas SC     |       | Márkus Zsolt Diósgyőri BC  |       | Juhász László Kalocsa SE     |       |
| 63 kg       | Bánkuti Zsolt Csepel SC  |       | Papp Tibor Csepel SC       |       | Dencsik István Vasas SC      |       |
| 69 kg       | Gyurasits Csaba Vasas SC |       | Fórizs János Csepel SC     |       | Balla Imre Ferencvárosi TC   |       |
| 76 kg       | Ritter Árpád Csepel SC   |       | Lakatos Győző Diósgyőri BC |       | Szabó György Ferencvárosi TC |       |
| 85 kg       | Kapuvári Gábor Vasas SC  |       | Haskó Árpád Kecskeméti TE  |       | Kiss Tamás Szegedi BE        |       |
| 97 kg       | Robotka István Sziget SC |       | Vetró Ferenc Sziget SC     |       | Farkas Zoltán BVSC-Ganz      |       |
| 130 kg      | Glázer József Csepel SC  |       | Gombos Zsolt Csepel SC     |       | Ignácz Zoltán Kecskeméti TE  |       |